# 江戸松徹
江戸松 徹（えどまつ とおる、1970年11月8日 - ）は、日本の俳優。大阪府出身。身長170cm、体重65kg。ガイズエンターテイメント所属。

## 出演

### テレビドラマ
- 静かなるドン
- 天使のお仕事
- 七曲捜査一係
- はみだし刑事情熱系シリーズ
- 月曜ゴールデン離婚妻探偵（2006年11月27日、TBS）
- 土曜ワイド劇場「越境捜査 警視庁VS神奈川県警、エリアの死角に消えた連続殺人犯!」

### 映画
- 嗚呼!!花の応援団（小川）
- 英二
- 東京攻略
- 武闘の帝王1
- 棒の哀しみ
- まだまだあぶない刑事
- マルタイの女

### 特撮
- ウルトラマンダイナ（TPC隊員）
- オタスケガール
- 七星闘神ガイファード（デスファード・ミューティアンボルギス）

### CM
- バイオテック

### 舞台
- 活動屋外伝・電影城の快人たち
- ホワイトカラーの快人たち